# Red Bull Flugtag

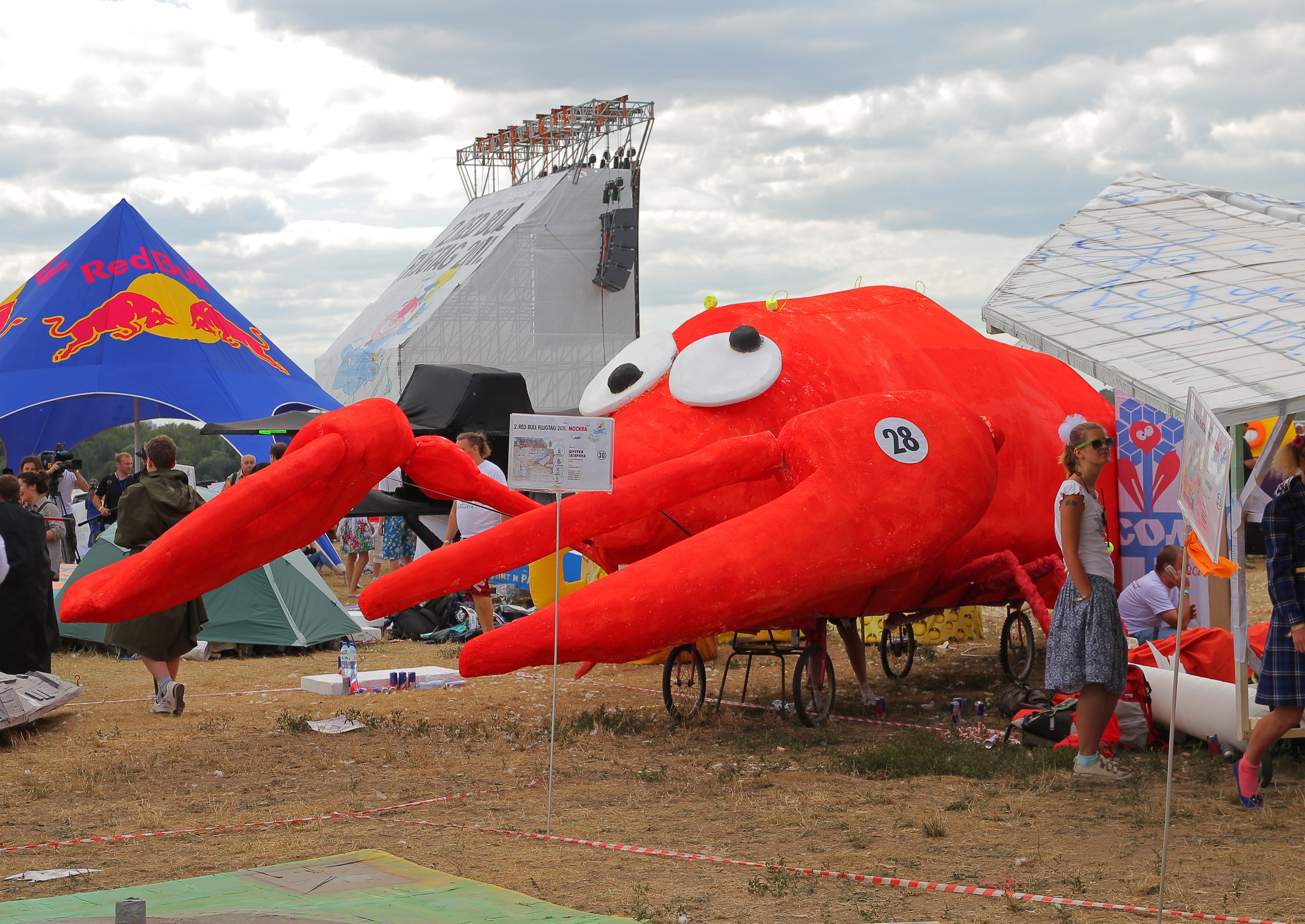
Red Bull Flugtag 7 августа 2011 в Москве

«Red Bull Flugtag» (Ред Булл Флюгтаг) — чемпионат самодельных летательных аппаратов. «Flugtag» в переводе означает «День полётов».
Первый чемпионат прошёл в 1991 году в Австрии при спонсорстве компании Red Bull как часть маркетингового проекта владельца Red Bull Дитриха Матешица. Идея такого соревнования была позаимствована им в Великобритании, где подобный своеобразный чемпионат проходил с 1971 года, но не был регулярным и настолько массовым.

## Правила проведения конкурса
Летательные аппараты имеют жёсткие ограничения — размер не более 9 метров и вес не более 200 кг, не считая веса пилота. Всего в команде, включая пилота, может быть не более пяти человек. Двигателем может служить только мускульная сила пилота и сопровождающей его команды, и гравитация. Аппарат должен быть изготовлен только из экологически чистых материалов и не должен тонуть. Как правило, аппараты запускаются с пирса («рампы») высотой 30 футов над водой. Большинство представляемых на конкурс аппаратов вовсе не может летать, и их «полёты» (попросту падение в воду) служат чисто развлекательной цели.
Конкурс проводится по трём номинациям: дальность полёта (рекорд — 78,64 м), креативность и шоу-талант. Итоговая оценка, определяющая место команды в рейтинге, складывается из трех этих оценок.

## Ред Булл Флюгтаг в странах мира
Впервые подобное мероприятие было проведено в 1971 году в Англии. Тогда оно проходило нерегулярно и в большей степени было посвящено именно любительским летательным аппаратам.
В 1991 году, когда конкурс возглавил Red Bull с подачи Дитриха Матешица, конкурс впервые прошел в Австрии. С тех пор в различных странах мира было проведено более 100 Флюгтагов в 55 городах стран мира. В некоторых городах и странах фестиваль проводится один раз в 2 года, в других (например, в США Флориде) проходит ежегодно, но меняет города в пределах штата или кантона.
В Англию Флюгтаг в новом качестве вернулся в 2003 году, но потом не проводился до 2008 года, когда прошел в Гайд-парке 7 июня. С тех пор проводится там каждые два года по чётным годам.
В Восточной Европе проведение Флюгтага также популярно, здесь он проводится сразу в нескольких странах раз в два года по четным годам. В Украине Флюгтаг впервые прошел в 2010 году в Киеве на Русановском канале.
Флюгтаг проходит не только в Европе, но и в Азии и Латинской Америке. Так, например, в Гонконге он проводится каждые два года. На территории Латинской Америки Флюгтаг проводится в городе Вальпараисо (Чили).

## Ред Булл Флюгтаг в России
В России чемпионат проходил впервые в 2009 году в Строгинской пойме, где проводился до 2013 года. Позднее, с 2015 года, чемпионат был перенесен на Гребной канал в Крылатском, где и проходит каждые два года.
Первыми чемпионами Флюгтага в России стала команда «Иллюзия полёта» из Ульяновска, состоящая из курсантов Ульяновского университета гражданской авиации.
В 2009 году в фестивале на Строгинской пойме приняло участие 34 команды. С 2011 года число команд на российском Флюгтаге увеличено до стандартных 40 команд. В этом же году был установлен первый официальный рекорд России на Флюгтаге, он составил 19 метров. В 2017 году уже на Гребном канале был повторен. Текущий рекорд России был поставлен в 2019 году.
В 2015 году, когда Ред Булл Флюгтаг бы перенесен на Гребной канал, команд на фестивале было 39.
В 2019 году Ред Булл Флюгтаг прошёл в Москве 28 июля, на нём командой «Время летит» был поставлен новый российский рекорд полёта. Летательный аппарат (биплан, разработанный конструктором команды Станиславом Мозговым) команды в виде ушей кролика из сказки «Алиса в стране чудес» пролетел расстояние длиною в 33 метра. Полет был рассчитан на 70 метров, но из-за ошибки пилота расстояние сильно сократилось. Это почти в два раза меньше мирового рекорда полётов на Флюгтаге, который составляет 78,6 метра.
В 2019 году Ред Булл Флюгтаг также отметил десятилетний юбилей проведения своих фестивалей в России.